# Hugo Moser (Germanist)
Hugo Leonhard Moser (* 19. Juni 1909 in Esslingen am Neckar; † 22. März 1989 in Bonn) war ein deutscher Germanist.

## Leben
Hugo Moser, Sohn des bereits vor dessen Geburt verstorbenen Postbeamten Leonhard Emmert und der Köchin Luise Moser (1883–1962), legte am humanistischen Gymnasium in Esslingen (das heutige Georgii-Gymnasium) das Abitur ab und studierte anschließend in Tübingen Philosophie, Germanistik, Romanistik und Anglistik. Nach Auslandssemestern in England und Frankreich wurde er 1932 zum Dr. phil. promoviert. In der Folge war er als Lehrer an der Oberrealschule in Esslingen tätig. 1936 wechselte er nach Stuttgart an die Höhere Handelsschule.
Ab 1928 nahm Moser an unter anderem vom Verein für das Deutschtum im Ausland (ab 1933 Volksbund für das Deutschtum im Ausland; kurz VDA) finanzierten Studienreisen ins Siedlungsgebiet der Sathmarer Schwaben im heutigen Rumänien teil, wo er sich intensiv mit sathmarschwäbischen Volksliedern befasste und die Arbeit an den später erschienenen Liedsammlungen begann. 1932 wurde er ehrenamtlicher Mitarbeiter des VDA für „Sathmarfragen“.
Der politisch aktive Moser trat 1933 dem Stahlhelm bei, der kurz darauf in die SA überführt wurde, wo Moser zuletzt den Rang eines Oberscharführers innehatte. 1934 trat er zudem dem Nationalsozialistischen Lehrerbund (NSLB) bei. 1937 wurde er Mitglied der Nationalsozialistischen Volkswohlfahrt. Ab demselben Jahr wurde er als NSDAP-Anwärter geführt, angeblich ohne sein Zutun aufgrund seiner SA-Mitgliedschaft. Nach Beginn des Zweiten Weltkriegs wurde Moser 1939 zum Kriegsdienst eingezogen. Als Mitglied der Luftnachrichtentruppe nahm er von 1940 bis 1942 in Frankreich, von 1943 bis 1944 in Belgrad und schließlich in den letzten beiden Monaten vor Kriegsende in Italien am Krieg teil.  Dort wurde er in amerikanische Kriegsgefangenschaft genommen, aus der er im Januar 1946 wieder entlassen wurde. Im Rahmen der Entnazifizierung wirkte sich insbesondere seine Tätigkeit für den VDA erschwerend auf die Wiederaufnahme einer Lehrtätigkeit aus.
1947 habilitierte sich Moser in Tübingen, gefördert von Hermann Schneider. Seine akademische Laufbahn begann er nach Abschluss des Entnazifizierungsverfahrens im selben Jahr als Lehrbeauftragter an der TH Stuttgart, gefolgt von Professuren in Nimwegen ab 1954, Saarbrücken ab 1956 sowie Bonn ab 1959, wo er zudem im Studienjahr 1964/65 das Rektorat innehatte. Seine Ernennung zum Rektor wurde aufgrund seiner NS-Vergangenheit von Teilen der Universitätsangehörigen abgelehnt sowie von überregionalen Medien kritisiert.
Moser leitete das von ihm mitbegründete Institut für Deutsche Sprache in Mannheim, war Mitherausgeber zahlreicher germanistischer Zeitschriften, unter anderem der Germanistik, des Wirkenden Wortes oder der Zeitschrift für deutsche Philologie sowie seit 1977 mit Helmut Tervooren Bearbeiter von Des Minnesangs Frühling. Schwerpunkt seiner wissenschaftlichen Arbeit waren sprachsoziologische sowie sprach- und literaturgeschichtliche Fragen, insbesondere in der Literatur des deutschen Mittelalters. Zu seinen akademischen Schülern gehörten u. a. Hermann Bausinger, Klaus Brinker, Ulrich Engel, Manfred W. Hellman, Rudolf Hoberg, Siegfried Jäger, Manfred Kaempfert und Ernest Hess-Lüttich.
Von 1962 bis 1964 führte Moser den Vorsitz des Deutschen Germanistenverbandes. 1964 wurde er mit dem Konrad-Duden-Preis der Stadt Mannheim, 1976 mit dem Großen Verdienstkreuz sowie 1986 mit der Verdienstmedaille des Landes Baden-Württemberg ausgezeichnet. Moser wurde als korrespondierendes Mitglied in die Akademien in Lund und Gent aufgenommen und erhielt Ehrendoktorate der Universitäten Innsbruck, Lund und Jyväskylä.
1986 gründeten Hugo Moser und seine Frau Hildegard die Hugo-Moser-Stiftung, die die Germanistik und den germanistischen Nachwuchs fördert. Alle zwei Jahre vergibt sie den Hugo-Moser-Preis für germanistische Sprachwissenschaft.

## Publikationen (Auswahl)
- Schwäbische Mundart und Sitte in Sathmar. Reinhardt, München 1937.
- Volkslieder der Sathmarer Schwaben mit ihren Weisen. Bärenreiter, Kassel 1943.
- Deutsche Sprachgeschichte. Mit einer Einführung in die Fragen der Sprachbetrachtung. Niemeyer, Tübingen 1950, 6., überarbeitete Auflage 1969.
- Uhlands Schwäbische Sagenkunde und die germanistisch-volkskundliche Forschung der Romantik. Mohr, Tübingen 1950.
- Schwäbischer Volkshumor. W. Kohlhammer, Stuttgart 1950. Als Schwäbischer Volkshumor. Neckereien in Stadt und Land, von Ort zu Ort, in 2., ergänzter Auflage, Konrad Theiss, Stuttgart, 1981.
- Vollschwäbisch, Stadtschwäbisch und Niederalemannisch im seither württembergischen Oberschwaben. Moritz Schauenburg, Lahr/Schwarzwald 1954.
- Mittlere Sprachschichten als Quellen der deutschen Hochsprache. Eine historisch-soziologische Betrachtung. Dekker & van de Vegt, Nijmegen/Utrecht 1955.
- Sprachliche Folgen der politischen Teilung Deutschlands (= Wirkendes Wort. Beiheft. 3, ISSN 0512-0152). Schwann, Düsseldorf 1962.
- Zum Formenausgleich in der heutigen deutschen Hochsprache. In: Werner Betz, Evelyn S. Coleman, Kenneth Northcott (Hrsg.): Taylor Starck. Festschrift. 1964. Mouton & Co., The Hague u. a. 1964, S. 91–101.
- als Hrsg. mit Rudolf Schützeichel und Karl Stackmann: Festschrift Josef Quint anläßlich seines 65. Geburtstags. Bonn 1964.
- mit Joseph Müller-Blattau: Deutsche Lieder des Mittelalters von Walther von der Vogelweide bis zum Lochamer Liederbuch. Texte und Melodien. Kleine Studienausgabe. Klett, Stuttgart 1968.
- als Bearbeiter mit Ingeborg Schröbler: Hermann Paul: Mittelhochdeutsche Grammatik. 20. Auflage. Tübingen 1969 (= Sammlung kurzer Grammatiken germanischer Dialekte. Band A, 2).
- als Hrsg. mit Hugo Stopp: Grammatik des Frühneuhochdeutschen. Beiträge zur Laut- und Formenlehre. Heidelberg 1970 ff.
- als Hrsg.: Mittelhochdeutsche Spruchdichtung (= Wege der Forschung. Band 154). Darmstadt 1972.
- Karl Simrock: Universitätslehrer und Poet, Germanist und Erneuerer von „Volkspoesie“ und älterer „Nationalliteratur“. Ein Stück Literatur-, Bildungs- und Wissenschaftsgeschichte des 19. Jahrhunderts. Erich Schmidt, Berlin 1976.
- Studien zu Raum- und Sozialformen der deutschen Sprache in Geschichte und Gegenwart. Erich Schmidt, Berlin 1979.